# Isaac Albéniz
Isaac Albéniz, vlastním jménem Isaac Manuel Francisco Albéniz y Pascual, (IPA: [isa'ak al'βeniθ]) (29. května 1860, Camprodón, Girona (Katalánsko) – 18. května 1909, Cambo-les-Bains) byl jeden z největších a nejvlivnějších španělských hudebních skladatelů a klavíristů období romantismu. Je znám především pro své klavírní skladby. Jeho dílo zahrnuje i několik oper.

## Život a dílo

### Mládí a dospívání
Narodil se 29. května 1860 v Camprodónu v provincii Girona. Jeho otcem byl Ángel Albéniz, profesí celní úředník, matkou Dolores Pascualová. K zájmu o hudbu ho přivedli rodiče. Jako zázračné dítě začal koncertovat ve svých čtyřech letech. Při svém prvním koncertě fascinoval barcelonskou společnost natolik, že jeho vystoupení považovali za podvrh. I nadále se zdokonaloval ve hře na klavír. V sedmi letech složil přijímací zkoušky na klavír na Pařížské konzervatoři, ale nebyl přijat kvůli příliš nízkému věku. V devíti letech byl přijat na madridskou konzervatoř, ale po několika měsících s trpkostí odešel. V té době v doprovodu otce absolvoval koncertní turné po severním Španělsku se svou sestrou Clementinou. Velký obdiv sklidil také ve svých deseti letech, kdy už začal pořádat recitály.
Ve dvanácti letech měl Albéniz za sebou několik pokusů o útěk z domova. Traduje se, že ve dvanácti letech dostal načerno na loď do Buenos Aires. Poté se měl dostat na Kubu a do USA a koncertovat v New Yorku a v San Francisku, poté i v Liverpoolu, Londýně a Lipsku. V patnácti letech již prý koncertoval po celém světě. Tato přehnaně dramatická historka však není úplně pravdivá. Albéniz sice v patnácti letech jezdil hrávat po světě, ale v doprovodu otce, který jako celní úředník cestoval poměrně často. Z porovnání dat Isaakových koncertů při jeho údajném dobrodružství a otcova cestovního deníku vyplývá, že cestovali společně.
Po krátkém pobytu na konzervatoři v Lipsku v roce 1876 odešel studovat na Královskou konzervatoř v Bruselu, poté co mu osobní tajemník krále Alonsa, Guillermo Morphy, zařídil královskou podporu. Hrabě Morphy si Albénize velmi vážil. Albéniz později věnoval jeho ženě klavírní suitu Sevillu při jejím prvním provedení v Paříži v lednu 1886. Do Španělska se Albéniz vrátil v roce 1877, ale stále v něm žila touha podívat se ještě alespoň jednou do Ameriky. To se mu podařilo ještě předtím, než roku 1879 získal prestižní cenu za hudbu. V roce 1880 přijel do Budapešti, aby studoval u Ferencze Liszta, avšak zjistil, že Liszt je ve Výmaru. S Lisztem se stali přáteli, a přestože se jim nepodařilo setkat se osobně. Udržovali alespoň písemný kontakt.
V roce 1883 se setkal s učitelem a skladatelem Felipem Pedrellem, který jej inspiroval ke komponování španělské hudby. Tak vznikly např. Španělské písně. První věta této suity (Preludium), po skladatelově smrti přejmenované na Asturias (Leyenda), dnes patří mezi nejslavnější skladby kytarového repertoáru, ačkoliv byla původně zkomponována pro klavír. (Pro kytaru bylo přepracováno mnoho Albénizových skladeb, zvláště Franciskem Tárregou.)

### Vrchol tvorby
V roce 1883 se oženil se svou žačkou, Rosinou Jordanaovou, s níž měl tři děti: Blanku (zemř. 1886), Lauru (malířku) a Alfonse, který po roce 1900 hrál fotbal za Real Madrid a později se věnoval dráze diplomata. V roce 1885 se po velkém rozhodování odstěhoval spolu s rodinou do Madridu, kde pokračoval v koncertní činnosti, kterou si získával stále větší přízeň. Za vrchol jeho koncertní kariéry se považuje období 1889–92, kdy koncertoval po celé Evropě. S koncertováním však skončil v 90. letech, protože se rozhodl věnovat skladbě.
Slavné písně inspirované texty španělského spisovatele Gustava Adolfa Bécquera zkomponoval v Americe. Albéniz napsal dvě verze, jednu pro zpěv a druhou pro recitátora a klavír. Módní žánr těchto let také poskytuje důležité informace o vlivu, který mladý Albéniz měl a dokresluje atmosféru hudby během svého pobytu na Kubě).
Isaac Albéniz nevydržel žít na jednom místě více než několik let. Byl to člověk, který rád objevoval nová místa, nové kraje a tomu odpovídá i to, že se v roce 1890 odstěhoval do Londýna, kde žil do roku 1893. Zde si u něho bohatý bankéř a amatérský spisovatel Francis Money-Coutts, 5. baron Latymer objednal zhudebnění svých libret, ale z trilogie o Artušovi se dochovala jen první opera, Merlin (1898-1902). Myslelo, že je ztracena, ale později byla zrekonstruována a provedena. Příznivě byla přijata i lyrická komedie, Pepita Jiménez (1896). Několikrát navštívil Paříž, kde se setkával s Debussym, který jej ovlivnil. Studoval také u Dukase a d'Indyho.
Ke konci života se Albéniz vrátil ke komponování klavírní hudby. Jeho skladatelská nesmrtelnost spočívá v kompozicích pro klavír, v němž byl virtuos. Jeho klavírní hudba je podrobně propracovaná, obsahuje bohatství španělského koloritu a je nástrojově nesmírně obtížná. Mezi takováto díla patří i jeho Španělské písně, často hrané na kytaru; Španělská suita, ale za opravdu mistrovské dílo je považována jeho suita dvanácti klavírních „impresí“, nazvaná Iberia (1906-8)

### Poslední léta
Isaac Albéniz onemocněl v roce 1900 tzv. Brightovou nemocí postihující ledviny. Zemřel 18. května 1909 ve 48 letech v Cambo-les-Bains. Několik týdnů před smrtí mu francouzská vláda udělila nejvyšší vyznamenání, Velký kříž čestné legie. Je pohřben na hřbitově Montjuïc v Barceloně.

### Popularita
Dílo Albénize se dostalo za hranice Španělska převážně až po jeho smrti. Nejdříve se začalo objevovat ve městech, kde Albéniz žil či nějaký čas působil. Mezi tato města patří Londýn, Paříž a Madrid. Během života si slávu získával poměrně těžko. Na poli světové hudby doznívala vlna obliby Gounoda, a tak, i přes svou pozdější slávu ve Španělsku, zůstal k němu svět poměrně lhostejný. K jeho znovuobjevení pak došlo v 2. polovině 20. století. Jeho hudba si znovu začíná dobývat místo v hudební historii. Albéniz si získal místo v encyklopediích i mezi kritiky a stal se oblíbeným skladatelem.

### Výběr z díla

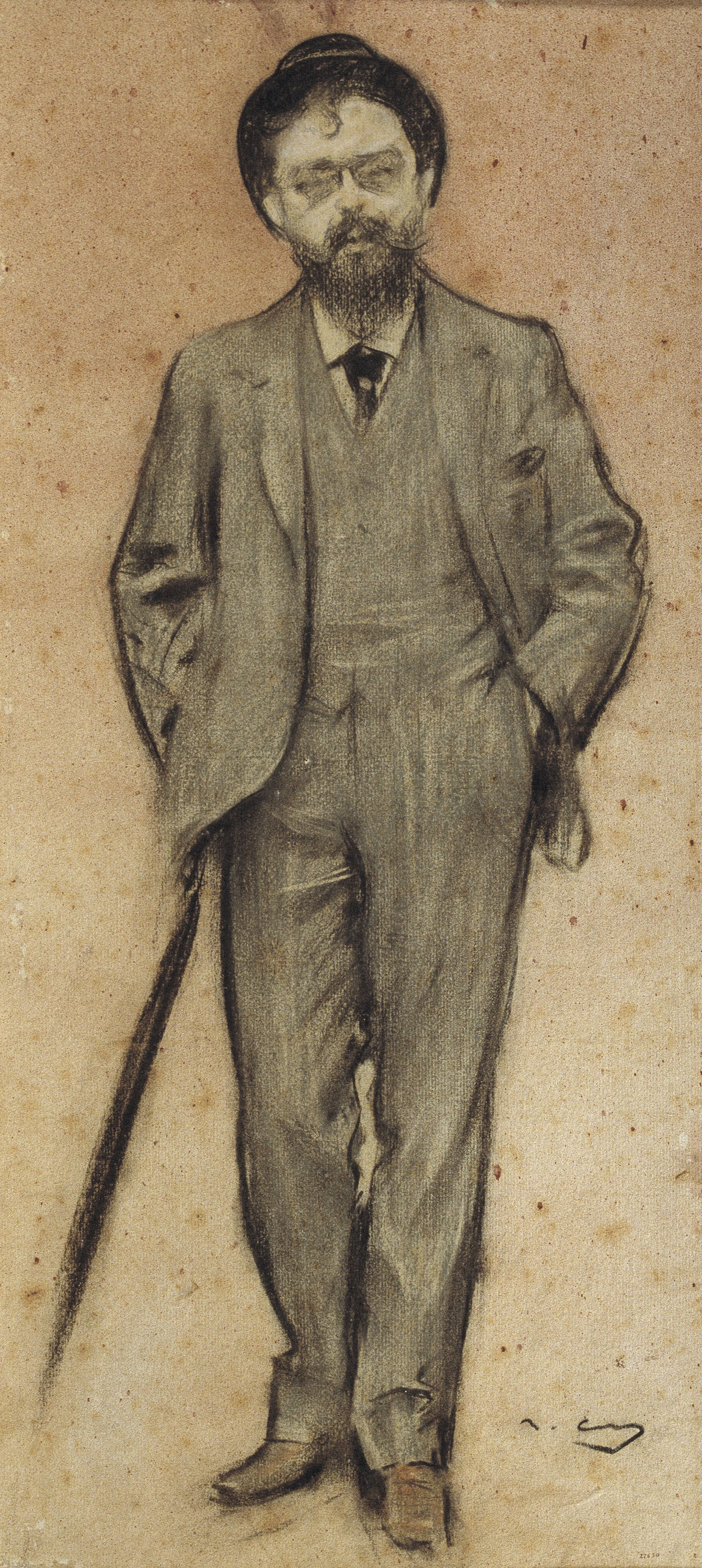
Albéniz, Ramon Casas (MNAC).

- Pepita Jiménez (1896)
- Španělské písně
- Španělská suita
- Iberia
- Asturias
- Cadiz
- Mallorca
- Cataluña
- Torre bermeja
- Tango
- Granada
- Puerta de teirra
- Zambra granadina
- Rumores de la caleta